# Baphia incerta
Baphia incerta är en ärtväxtart som beskrevs av De Wild. Baphia incerta ingår i släktet Baphia och familjen ärtväxter.

## Underarter
Arten delas in i följande underarter:
- B. i. incerta
- B. i. lebrunii